# Tyria jacobaeae
Goutte-de-sang, Carmin, Écaille du séneçon
Pour les articles homonymes, voir Goutte de sang (homonymie) et Carmin (homonymie).
Genre
Espèce
La Goutte-de-sang (Tyria jacobaeae), également appelée Carmin ou Écaille du séneçon, est une espèce de lépidoptères (papillons) de la famille des Erebidae et de la sous-famille des Arctiinae. Elle est l'unique représentante du genre monotypique Tyria.

## Noms vernaculaires
- En français : la Goutte-de-sang[1],[2], le Carmin[1],[2], l'Écaille du séneçon[3], le Tyria[4],[5].
- En anglais : Cinnabar moth.
- En allemand : Jakobskrautbär, Blutbär, Karminbär.

## Description

### Papillon
L'imago de Tyria jacobaeae est un papillon d'une envergure d'environ 3,5 à 4,5 cm.
Les ailes antérieures sont noires avec un trait rouge vif le long de la côte, un autre le long du bord interne, et deux taches rouge vif au niveau de l'apex et du tornus.
Les ailes postérieures sont rouge vif avec une fine bordure noire.
Les couleurs noire et rouge ont tendance à virer au gris et au rosâtre sur les ailes usées.

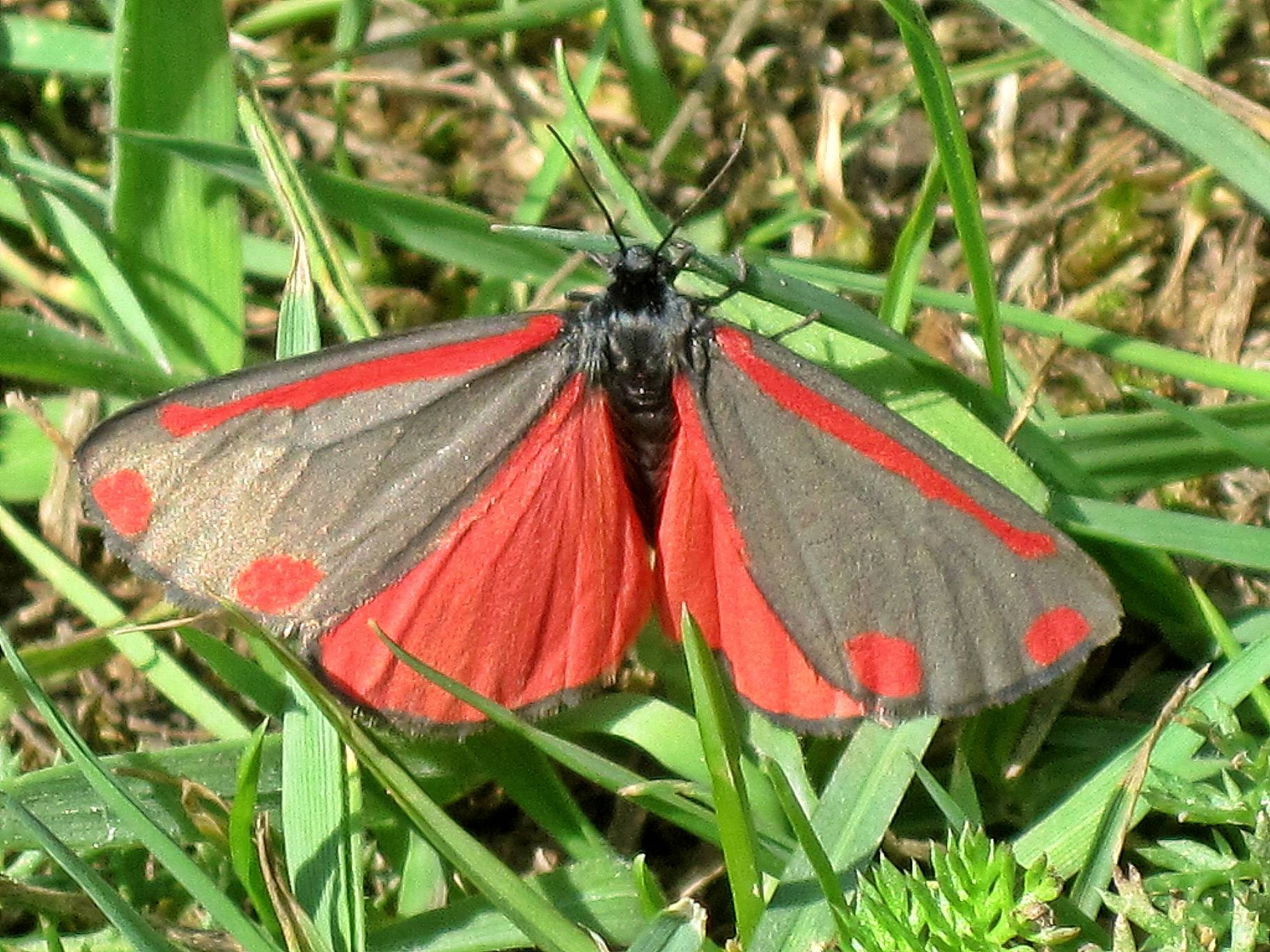
Vue ailes déployées.
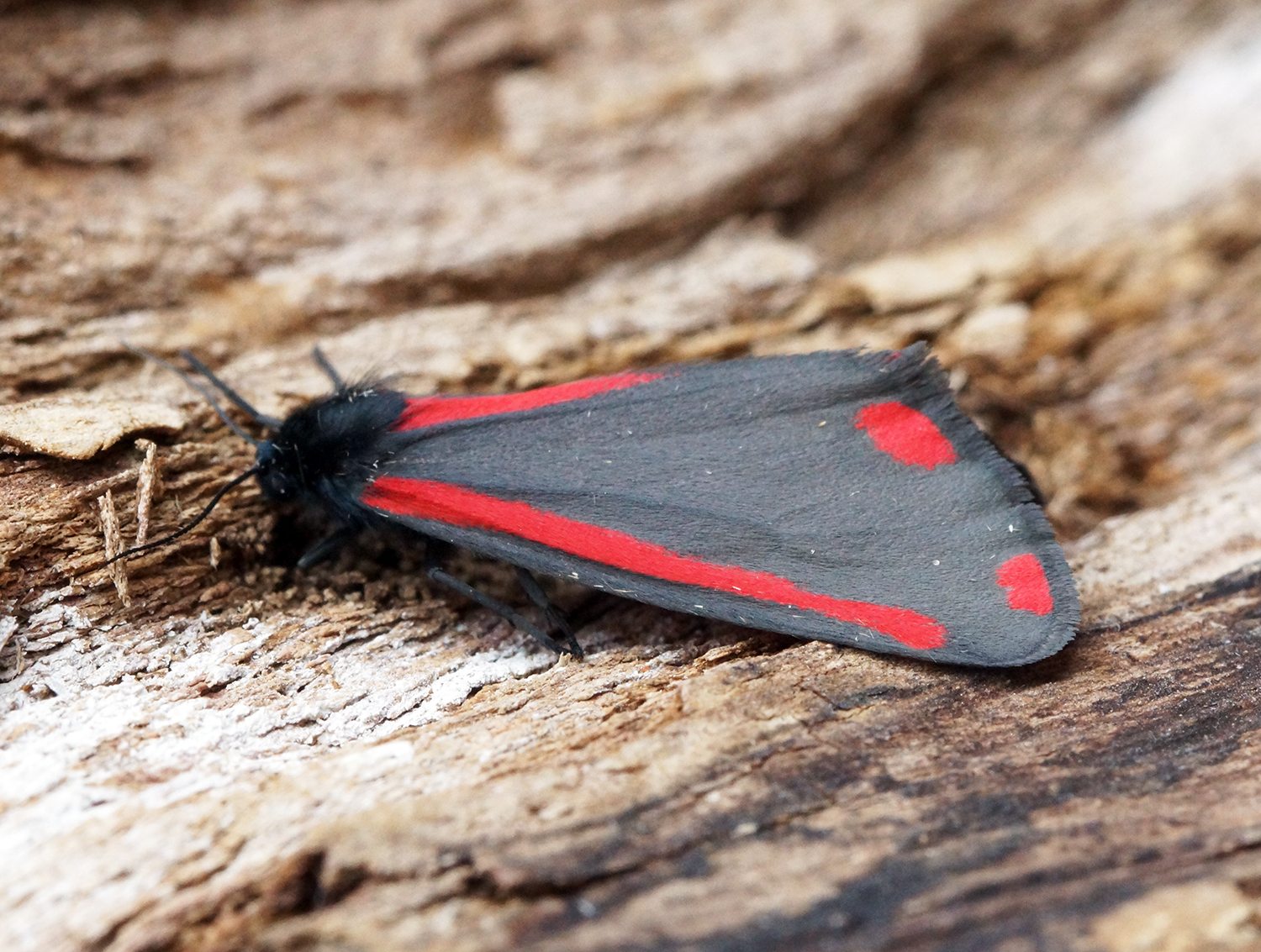
Vue de profil.

### Chenille
Les chenilles ont une livrée zébrée très reconnaissable, faite d'une alternance d'anneaux jaunes et noirs.
Ces couleurs voyantes sont aposématiques : les chenilles ont un goût très désagréable pour les prédateurs et leurs couleurs servent de signal d'avertissement. Par exemple, les jeunes oiseaux attaquant ces chenilles apprennent rapidement à associer les couleurs à un goût désagréable, et les délaissent par la suite.

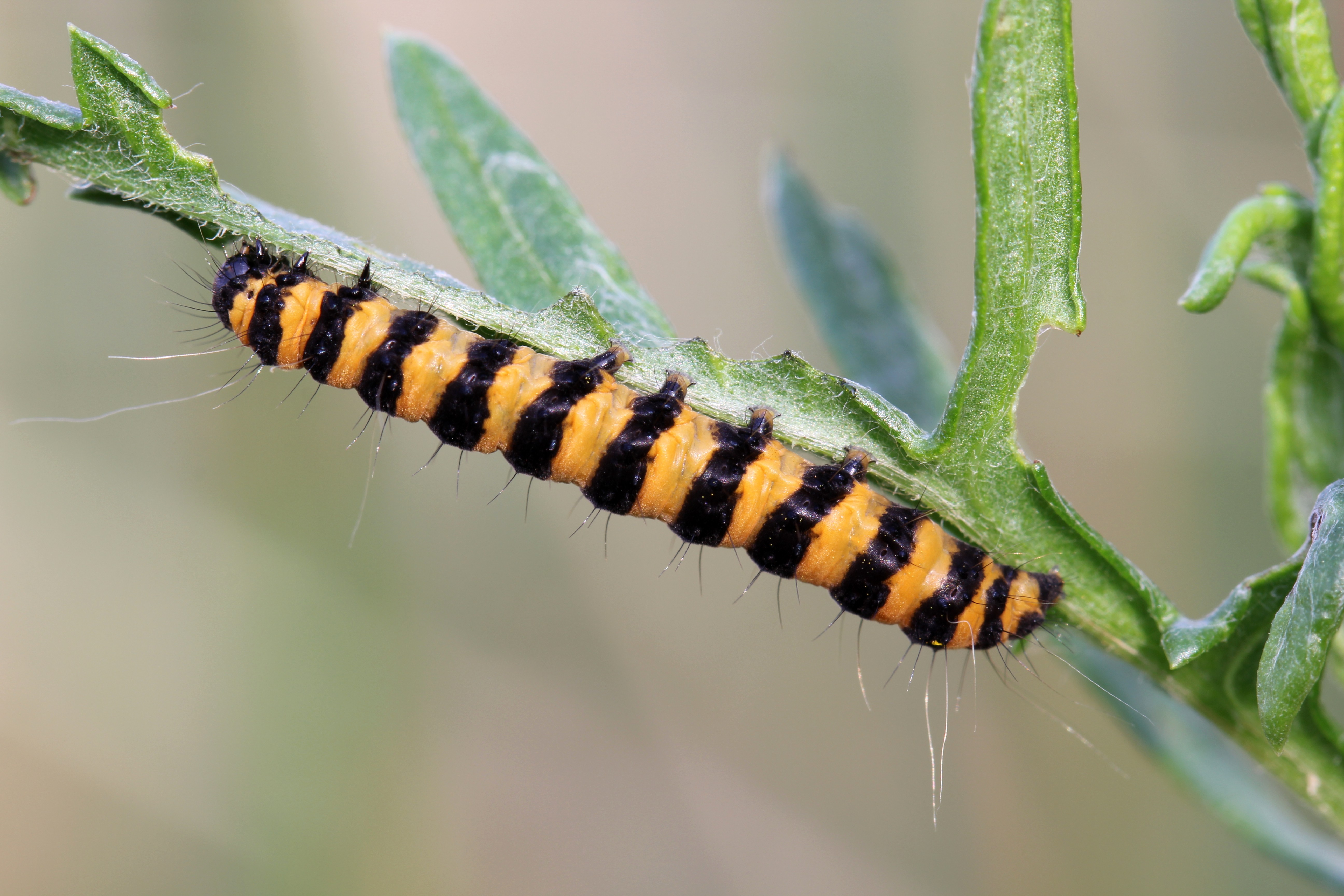
Chenille en gros plan.
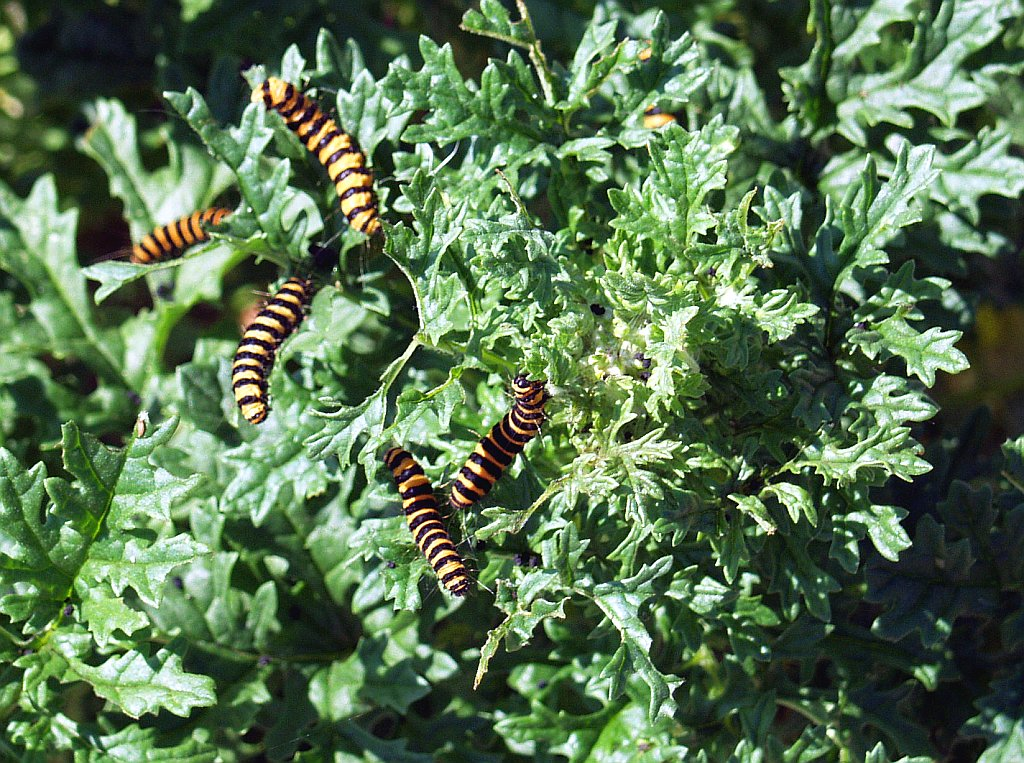
Groupe de chenilles sur Séneçon jacobée.

## Biologie

### Phénologie
La Goutte-de-sang est une espèce univoltine : elle produit une génération par an.
Les imagos volent de mai à août, tandis que les chenilles sont visibles de juillet à septembre.
L'espèce passe l'hiver sous forme de chrysalide enfouie dans le sol.

### Comportement
L'imago est actif de jour comme de nuit. Son vol est mou.

### Plantes-hôtes

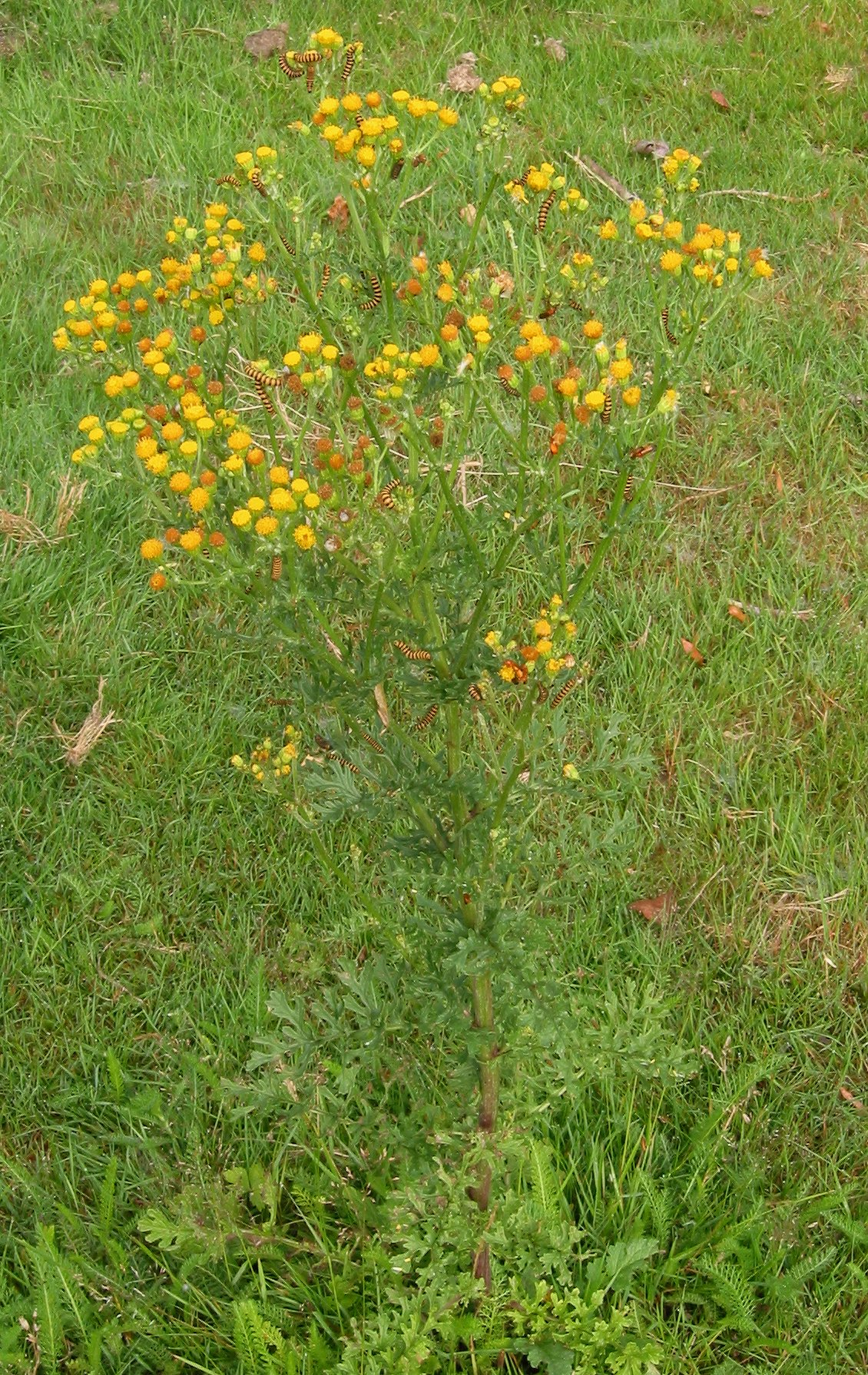
Séneçon jacobée (Jacobaea vulgaris) avec plusieurs chenilles de Tyria jacobaeae.

Les chenilles se nourrissent des feuilles et des inflorescences du séneçon jacobée ou du séneçon à feuilles de roquette. En 2021, des scientifiques ont démontré que, pour les chenilles, les fleurs jaunes de la jacobée jouent aussi un rôle protecteur.
En montagne, on les trouve aussi sur les pétasites et les tussilages.
Les relations entre plante nourricière et chenilles tendent à produire de fortes variations d'effectifs d'une année sur l'autre. 
Lors d'une année où les chenilles pullulent, elles dévorent abondamment les séneçons qui fructifient mal. Il y a alors peu de séneçons un an plus tard, et donc peu de chenilles, avant que la plante ne prolifère à nouveau l'année suivante et ne nourrisse les chenilles en abondance.

## Distribution et biotopes

### Distribution
L'espèce avait initialement une répartition paléarctique, étant présente en Europe et en Asie. Elle a été introduite en Amérique du Nord, en Australie et en Nouvelle-Zélande.
Elle est présente dans une grande partie de la France métropolitaine où elle ne manque que dans quelques départements du Midi.

### Biotopes
L'espèce fréquente des milieux ouverts comme les prés et les landes, surtout sur des sols sablonneux. 

## Menaces
Cette espèce se raréfie dangereusement dans la plupart de ses stations.[réf. nécessaire]

## Systématique
L'espèce Tyria jacobaeae a été décrite par le naturaliste suédois Carl von Linné en 1758, sous le nom initial de Phalaena jacobaeae. Elle est l'espèce type et l'unique espèce du genre Tyria, créé par Hübner en 1819.
Elle a pour synonymes (entre autres) :
- Phalaena jacobaeae Linnaeus, 1758 — protonyme
- Callimorpha senecionis Godart, 1822
- Hippocrita jacobaeae f. confluens Schultz, 1908

#### GenreTyria
- (en) Fauna Europaea : Tyria Hübner, 1819 (consulté le 30 décembre 2021)
- (en) Animal Diversity Web : Tyria
- (en) Catalogue of Life : Tyria Hübner (consulté le 17 février 2023)
- (fr + en) ITIS : Tyria Hübner, 1819
- (en) NCBI : Tyria (taxons inclus)

#### EspèceTyria jacobaeae
- Lépi'Net.
- (de) Lepiforum.
- (en) FUNET Tree of Life : Tyria jacobaeae
- (en) BioLib : Tyria jacobaeae (Linnaeus, 1758) (consulté le 2 janvier 2017)
- (en) Fauna Europaea : Tyria jacobaeae (Linnaeus, 1758) (consulté le 30 décembre 2021)
- (fr) INPN : Tyria jacobaeae (Linnaeus, 1758) (TAXREF)
- (en) Catalogue of Life : Tyria jacobaeae Linnaeus, 1758 (consulté le 15 décembre 2020)
- (fr + en) ITIS : Tyria jacobaeae (Linnaeus, 1758)
- (en) Animal Diversity Web : Tyria jacobaeae
- (en) NCBI : Tyria jacobaeae (taxons inclus)